# Toya Maissen
Pour les articles homonymes, voir Maissen.
Toya Maissen (née le 12 février 1939 à Coire et décédée le 28 août 1991 à Bâle) est une journaliste suisse.
Fille d'Othmar Joseph Maissen, garagiste, elle se forme d'abord à Klosters, puis à un gymnase à Coire, avant d'entamer des études inachevées de médecine, de droit et d'économie politique à Bâle, Berne et Berlin entre 1959 et 1965. Après avoir travaillé de 1965 à 1966 au Service de la coopération technique (coopération au développement), elle exerce comme journaliste à la National-Zeitung de 1966 à 1975, puis est licenciée à la suite d'un conflit du travail. De 1976 à 1991, elle travaille à la Basler Arbeiterzeitung. En 1972, elle adhère au parti socialiste suisse, où elle assume diverses fonctions, notamment la rédaction de la   Rote Revue (de) (de 1980 à 1991). Ses prises de position tranchées ont un écho bien au-delà des milieux de gauche et de la région de Bâle.